# Ulrich Mende
Ulrich Mende (* 30. Juli 1953 in Ost-Berlin) ist ein ehemaliger deutscher Kinderdarsteller, der als Hauptdarsteller in einem DEFA-Kinderfilm bekannt wurde.

## Leben
Mende besuchte die Coppi-Schule in Berlin-Karlshorst. Er war neun Jahre alt, als Regisseur Rolf Losansky ihn 1963 als Hauptdarsteller in seinem Kinderfilm Die Suche nach dem wunderbunten Vögelchen besetzte. Mende spielte in der Verfilmung des gleichnamigen Kinderbuchs von Franz Fühmann das Heimkind Lutz, der das gestohlene „wunderbunte Vögelchen“ zunächst zusammen mit seinen Freunden finden will, sich am Ende jedoch auf eigene Faust auf die Suche macht und in Gefahr begibt. Der Film erlebte am 8. März 1964 im Berliner Kosmos seine Uraufführung und wurde 1964 in Erfurt mit der Goldenen Flimmerkiste ausgezeichnet.
Mende wurde als Kinderdarsteller, wie bei der DEFA üblich, nicht in einem zweiten Film besetzt. Er legte 1972 sein Abitur mit Spezialisierung Mathematik ab und studierte nach der Armeezeit bis 1978 in Dresden Informationstechnik. Es folgte 1981 die Promotion an der Universität Leningrad. Er wurde Mitarbeiter der Akademie der Wissenschaften. Kurz nach der Wende gründete er eine eigene Firma und machte sich zehn Jahre später selbstständig. Mende arbeitete als EDV-Berater und als freier Autor.

## Filmografie
- 1964: Die Suche nach dem wunderbunten Vögelchen, Regie: Rolf Losansky